# Крятуонас
Крятуонас (лит. Kretuonas) — озеро в восточной части Литвы, расположенное на территории Швенчёнского района. Является крупнейшим озером Аукштайтского национального парка.

## История
В 1974 году озеро и прилегающие территории были объявлены орнитологическим заказником. В 1997 году он вошёл в состав Аукштайтского национального парка. В настоящее время на озере гнездятся до 10 % чаек Литвы.

## Расположение
Озеро Крятуонас расположено в северной части Швенчёнского района недалеко от границы с Игналинским районом. Расстояние до Швянчениса составляет 15 километров. Лежит на высоте 143 метра.

## Характеристика
Длина озера около 5 км, ширина до 2,63 км. Площадь Крятуонас — 8,610 км². Наибольшая глубина 10,9 метров, средняя — 5,2 метра. Берега озера низкие, заболоченные, южный берег зарос лесом. длина береговой линии 16,6 км, с учётом побережья островов 20,1 км. В озеро впадают ручьи Пасамине, Кампупе, Гайлис и другие. Площадь водосбора Крятуонас составляет 154,7 км². Из северо-западной части озера вытекает река Крятуона, впадающая в озеро Жейменос.
К бассейну Крятуонаса также относятся озёра Ваюонис и Крятуоникштис. 

## Острова
На озере находится 6 островов: Диджойи, Скуивине, Вароняй, Галасале, Алксняй и Биржай. Общая площадь 31,4 га. Крупнейшие из них — Диджойи площадью 23,5 га и Скуивине площадью 6,9 га.

## Населённые пункты
На озере Крятуонас находятся следующие населённые пункты: Рякучяй на северо-восточном берегу, Решкутенай на восточном берегу, Мурмос на южном берегу, Кретуонис на юго-западном берегу, Пакретуоне на северо-западном берегу.